# Nyctibadistes nigrata
Nyctibadistes nigrata är en fjärilsart som beskrevs av W. Warren 1907. Nyctibadistes nigrata ingår i släktet Nyctibadistes och familjen Uraniidae. Inga underarter finns listade i Catalogue of Life.